# Абонент

#### Абонент
Абонент - это юридическое или физическое лицо, которое получает определенные услуги. Абонентом называют, например, человека, который пользуется услугами сотовой связи или является потребителем услуг коммунального предприятия. Для разных абонентов услуги могут предоставляться на разных условиях. В коммунальных предприятиях это зависит от степени благоустройства. У водоканалов есть две услуги, которые предоставляются абонентам - это "вода" и "канализация". Но воду можно получать как по водопроводу, так и ходить за ней на колонку. Это и есть благоустройство. Чем оно лучше, чем больше оплата за предоставляемые услуги.
Оплата рассчитывается согласно степени благоустройства и тарифа. Тариф назначается предприятием и контролируется государством в виде антимонопольной службы. За необоснованное повышение тарифов абонентам могут не только начислить, но и списать определенную сумму. Это называется "перерасчетом". Ежемесячные начисления абонентам производятся двумя способами: по приборам учета или по норме потребления. Приборы учета - это "счетчики", которые показывают количество полученной услуги. А если они не используются, во внимание принимается количество проживающих по определенному адресу человек. Рассчитывается сколько в среднем один человек потребляет услуги за один месяц. Это количество назначается "нормой потребления". Часто в целях экономии воды и других природных ресурсов за превышение норм потребления применяют другой тариф.
Тариф - это цена, которую оплачивает абонент за одну единицу услуги. Например, жидкости измеряются в метрах кубических. Если государство стимулирует абонентов экономно пользоваться определенными услугами, применяется "дифференцированный тариф". Тогда, чем экономнее абонент будет расходовать услугу, тем дешевле он будет платить за одну единицу этой услуги.
Часто понятие "абонент" путают с "абонементом".

#### Классификация абонентов
Абоненты делятся на юридические и физические лица. Юридические лица, в свою очередь, могут подразделяться по видам форм собственности. На это есть несколько причин:
- В первую очередь, это влияет на тариф. Для юридических лиц тариф, как правило, делается значительно выше. Так как бизнес, потребляя определенные услуги, имеет возможность за счет этого зарабатывать.
- Имея классифицированную базу данных абонентов, операторы абонентского отдела имеют возможность при необходимости быстро осуществлять выборку. Например, когда требуется отобразить только "индивидуальных предпринимателей".
- Также в некоторых странах государство требует сдавать статистические годовые отчеты по абонентам с разделением их на те самые группы.